# Rosine Sori-Coulibaly
Rosine Sori-Coulibaly (1958) es una economista y política burkinesa. Fue ministra de Asuntos Exteriores de Burkina Faso en el gobierno de Lassina Zerbo desde el 10 de diciembre de 2021 hasta el 24 de enero de 2022 cuando se perpetró el golpe de Estado de Paul Henri Damiba el 23 de enero de 2022. Previamente se desempeñó como ministra de Economía, Finanzas y Desarrollo del 13 de enero de 2016 al 24 de enero de 2019. Ha ocupado también diversos puestos en Naciones Unidas en países como Mauritania, Burundi y Guinea Bisáu.

## Biografía
Sori-Coulibaly obtuvo una maestría en economía del desarrollo por la Universidad Cheikh Anta Diop y un posgrado del Instituto de las Naciones Unidas para el Desarrollo Económico y la Planificación.
Ocupó cargos en el Ministerio de Planificación Económica y Desarrollo y en el Consejo Económico y Social e impartió conferencias en la Escuela Nacional de Administración, En 2011, el Secretario General de las Naciones Unidas, Ban Ki-moon, la nombró Representante Especial Adjunta de la Oficina de las Naciones Unidas en Burundi y coordinadora residente de las Naciones Unidas, representante residente y coordinadora Humanitaria para Burundi.
Considerada próxima a Salif Diallo cofundador junto a Roch Marc Christian Kaboré del partido Movimiento del Pueblo para el Progreso, a principios de enero de 2016 el nombre de Sori-Coulibaly fue mencionado entre los posibles sucesores al puesto de primer ministro de Burkina Faso pero su nombramiento no se materializó. El 13 de enero fue nombrada ministra de Economía, Finanzas y Desarrollo de Burkina Faso por el presidente Roch Marc Christian Kaboré. Sobre los rumores de que se convertiría en la primera mujer jefa de gobierno señaló: «Este rumor lo viví. Me enteré a través de las redes sociales y llamadas cercanas. Pero ustedes saben muy bien que es el presidente quien nombra al primer ministro y que no era prerrogativa de quienes difundían esta información».
Asumió el ministerio de Economía durante 3 años hasta enero de 2019. En julio de 2019 fue nombrada representante especial de Naciones Unidas para Guinea Bissau y jefa de la Oficina integrada para la consolidación de la paz en este país.
En diciembre de 2021 fue nombrada Ministra de Asuntos Exteriores en sustitución de Alpha Barry. Fue sucedida por Olivia Ragnaghnewendé Rouamba tras el golpe de Estado de Paul Henri Damiba el 23 de enero de 2022.
Además fue activista en organizaciones y asociaciones de los derechos humanos y de la lucha por la emancipación de las mujeres.

## Otras actividades
- Banco Africano de Desarrollo (BAfD), miembro de oficio de la Junta de Gobernadores (desde 2016)[5]
- Fondo Monetario Internacional (FMI), miembro de oficio de la Junta de Gobernadores (desde 2016)[5]
- Organismo Multilateral de Garantía de Inversiones (MIGA), Grupo del Banco Mundial, miembro de oficio de la Junta de Gobernadores (desde 2016)[5]
- Banco Mundial, miembro ex officio de la Junta de Gobernadores (desde 2016)[5]

## Vida personal
Está casada y tiene dos hijos.